# Калатаюд, Хуан
Хуа́н Хесу́с Калатаю́д Са́нчес (исп. Juan Jesús Calatayud Sánchez; род. 21 декабря 1979, Антекера, Испания) — испанский футболист, вратарь.

## Карьера
После окончания футбольной школы «Малаги» пошёл в аренду в клуб Сегунды Б «Альхесирас». Отыграв там сезон, вернулся в «Малагу». Дебют Хуана Калатаюда состоялся 29 октября 2003 года против «Атлетика» из Бильбао. «Малага» проиграла 1:2. Впоследствии, не закрепившись в основе команды, отправился в годичную аренду в «Хетафе».
Вернувшись из аренды, подписал контракт с «Расингом». После двух сезонов, в которых Хуан провёл лишь 7 официальных игр, он нашёл продолжение своей карьеры в клубе испанской Сегунды «Эркулес», и в июле 2008 года подписал с ним двухлетний контракт. В первом сезоне Калатаюд пропустил лишь один матч чемпионата. А в сезоне 2009/10 его команда чаще других сохраняла свои ворота в неприкосновенности и вышла в Примеру, впервые за 13 лет.